# Wilhelmine Gemberg
Wilhelmine Gemberg (* in Berlin; † in Brandenburg an der Havel) geb. Wiesike, war Gründerin verschiedener Hilfsvereine und Mitglied im Luisenstädtischen Wohltätigkeitsverein im 19. Jahrhundert.

## Leben
Gemberg heiratete den Kaufmann Friedrich Ludwig Wilhelm Gemberg. Beide waren Mitglied im Luisenstädtischen Wohltätigkeitsverein. 1829 gründete Gemberg einen Frauenverein, „um die Armen in der Hütte des Elends aufzusuchen, ihnen Gottes Wort und äußere Hilfe zu bringen“. Sie wurde dazu unter anderem durch ein Buch des englischen Pädagogen Samuel Wilderspin inspiriert.
In ihrem Haus gründete sie im Mai 1831 eine Kleinkinderbewahranstalt in der Stallschreibergasse in Berlin-Kreuzberg. Es war die erste derartige Einrichtung in der Luisenstadt. Das Startkapital erhielt sie über eine Lotterie mit 3000 Losen, bei der die Lose für einen Groschen verkauft wurden. Laut Eigenaussage besuchte sie die ärmsten ihr bekannten Familien in der Nachbarschaft auf und schrieb 36 Kindernamen auf. Den Müttern gab sie Leinwand für Hemden, Gingham für Kittel und Woll-Garn für Strümpfe für die Kinder. Darüber hinaus kaufte sie für jedes Kind ein Paar Pantinen. Dies sprach sich schnell herum, sodass am Eröffnungstag anstatt von 36 Kindern bereits 75 Kinder kamen und 104 Kinder am Folgetag. Kronprinzessin Elisabeth von Preußen übernahm 1834 das Protektorat über den Verein. Sie führte ihr Engagement auch als Königin ihr Leben lang weiter und spendete, wie ihr Schwiegervater König Friedrich Wilhelm III., für den Verein. Dies half dem Verein unter anderem in Zeiten der Cholera-Pandemie. Erster Vorsitzender des Vereins wurde Major Leopold von Gerlach von 1834 bis 1837. Später übernahmen u. a. Johann Friedrich Bachmann, Vater von Johannes Bachmann, sowie der Politiker Adolf Stoecker den Vorsitz des Vereins.
Gemberg gründete 1832 auch den Verein zur Beförderung der Kleinkinderbewahranstalten. Dieser übernahm neun der 22 Kleinkinderbewahranstalten, auch die des Luisenstädtischen Wohltätigkeitsvereins.

## Posthum
Auf Vorschlag des Bürgervereins Luisenstadt wurde 2014 der Wilhelmine-Gemberg-Weg im Berliner Ortsteil Mitte nach Wilhelmine Gemberg benannt. Die Straße geht ab von der Köpenicker Straße und ist seit Oktober 2017 eine neue Verbindung zum Spreeufer.